# Phare de Rannapungerja
Le phare de  Rannapungerja (en estonien :  Rannapungerja tulepaak) est un feu situé dans le village de Rannapungerja, sur le lac Peïpous, dans le Comté de Viru-Est, en Estonie.
Il est géré par l'Administration maritime estonienne ,.

## Description
Le phare  est une tour cylindrique blanche en béton de 9 mètres de haut, avec galerie et lanterne. Il émet, à une hauteur focale de 16 mètres, un bref éclat blanc toutes les 4 secondes. Sa portée nominale est de 7 milles nautiques (environ 13 km).
il est situé sur le rivage nord-ouest du lac, à l'entrée de la rivière Rannapungerja.
Identifiant : ARLHS : EST-048 ; EVA-P01 .

## Caractéristique duFeu maritime
Fréquence : 4 secondes (W)
- Lumière : 0.8 seconde
- Obscurité : 3.2 secondes

|          |
| Le phare |

|             |
| Lac Païpous |

### Lien connexe
- Liste des phares d'Estonie